# 西帕希

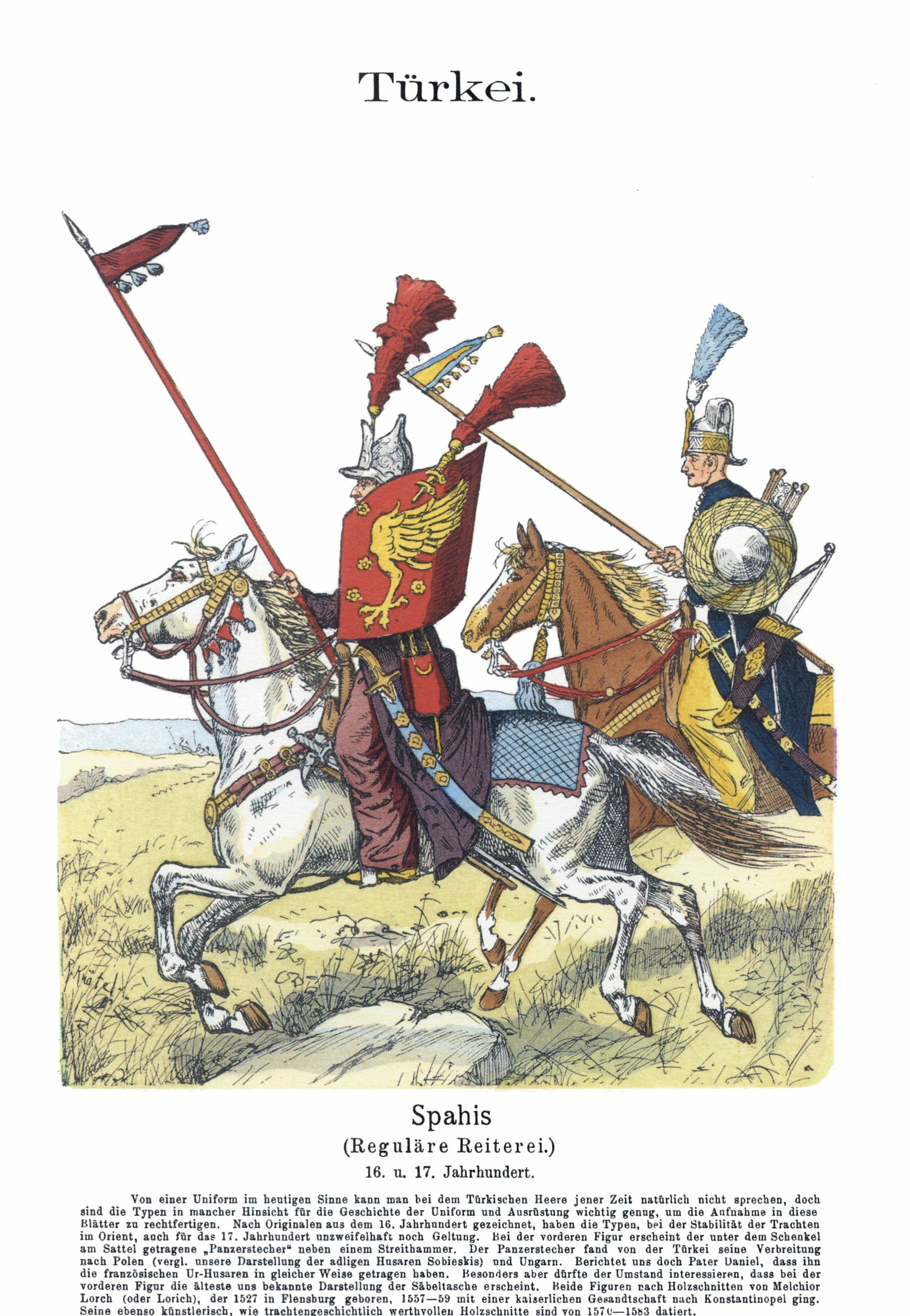
西帕希騎兵

西帕希（鄂圖曼土耳其語：سپاهی，Sipahi；發音：[sipa:hi]）是鄂圖曼其中幾種騎兵軍的稱呼。「Spahi」這個稱呼也是十九世紀與二十世紀時法蘭西與義大利的殖民軍裡其中幾種騎兵單位的稱呼。
這個稱呼來自波斯語的سپاه（sepâh，意義為「軍隊」），與汉语中的“亦思巴奚军”、英語的「sepoy」（西帕依）等同源。